# Anne Hutchinson
Anne Hutchinson (születési nevén Marbury) (Alford, Lincolnshire, 1591. – New Netherland (ma Bronx, New York) 1643. augusztus 20.) puritán lelki tanácsadó, 15 gyermek édesanyja, az 1636 és 1638 között a fiatal Massachusetts Bay-gyarmatot megrázó antinomianizmus-viták fontos szereplője. Erős vallási meggyőződése ellentétes volt a bostoni puritán papság nézeteivel, népszerűsége és kisugárzása csaknem szkizmához vezetett a New England-i puritán közösségben. Beperelték és elítélték, támogatóival együtt el kellett hagynia a gyarmatot.
Hutchinson a lincolnshire-i Alfordban született, édesapja, a tanárként is tevékenykedő anglikán pap Francis Marbury sokkal jobb oktatást nyújtott neki, mint más lányok kaphattak. Fiatal felnőttként Londonban élt, itt ment hozzá a már szülőföldjén megismert William Hutchinsonhoz. Az Alfordhoz közeli Bostonban prédikáló John Cottont követve költöztek vissza Lincolnshirebe. Mikor a szenvedélyes puritán 1633-ban az Újvilágba emigrált, a házaspár egy évre rá követte 11 gyermekével, gyorsan beilleszkedtek az új-angliai Boston növekvő létszámú telepese közé. Anne bábaként dolgozott, hamar társa lett a segítségre szorulóknak, ezt tetézték személyes vallási meggyőződései is. Minden héten otthonában fogadott asszonyokat, megbeszélve velük az előző prédikációk tartalmát. Hamarosan férfiak is megjelentek találkozóin, például a kolónia fiatal kormányzója, Henry Vane.
Az egyház helyi elöljáróit (kivéve férje sógorát, John Wheelwrightot és Cottont) támadni kezdte azért, mert Anne szerint a „kegyelem szövetsége” helyett inkább a „munka szövetségét” hirdették. Az egyre nyilvánvalóbbá váló vádak, illetve Anne hagyományos puritán teológiával ellenkező tanításai egyre kellemetlenebbé váltak a papság számára, ez végül az „antinomianizmus-viták” néven ismertté vált persorozathoz vezetett. Anne 1637-es pere azzal ért véget, hogy el kellett hagynia a gyarmatot. 1638 márciusában egy egyházi vizsgálat is kiközösítette.
Hutchinson és támogatói megalapították Portsmouth telepét Roger Williams Providence Plantations-alapító ösztönzésével. Férje halála után néhány évvel, mikor Rhode Islandot massachussetsi hódítás fenyegette, Hutchinson Új-Hollandia földjére menekült. Öt gyermeke Új-Angliában vagy Angliában maradt, míg ő kisebb gyermekeivel az ősi Split-szikla közelében telepedett le (itt alakult ki később New York egyik kerülete, Bronx). 1643 augusztusában Hutchinsont, gyermekei közül hatot és háztartásbelijeit szivanoj indiánok lemészárolták. A Kieft háborúja idei mészárlást csak 9 éves lánya, Susanna élte túl, ő fogságba esett.
Hutchinson a tizenhárom gyarmat vallási szabadságának, illetve az egyházakban szolgáló nőknek a történetében is fontos szerepet játszott, megkérdőjelezte az egyház vezetőinek hatalmát. Massachusetts az országgyűlés épületében emelt neki szobrot, „a polgári szabadság és vallási tolerancia bátorságát idézve”. A legismertebb – vagy leghírhedtebb – nőnek tartják az amerikai gyarmatok történetében.

## Élete Angliában

### Gyermekkora

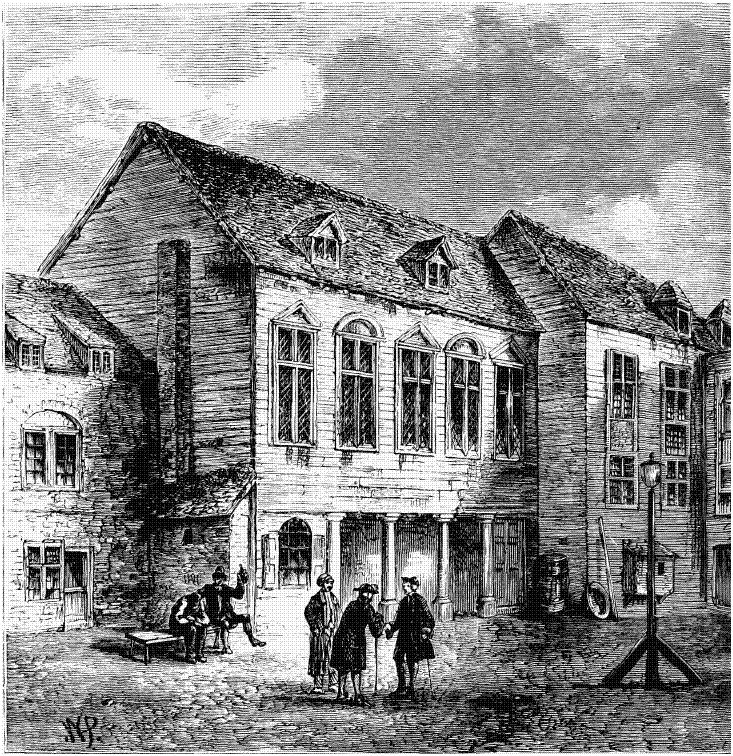
A londoni Marshalsea-börtön, ahol Hutchinson édesapja két évet töltött „eretnekségért”

Anne Hutchinson Anne Marbury néven született Francis Marbury és Bridget Dryden lányaként a lincolnshire-i Alfordban, 1591. július 20-án itt is keresztelték meg. Édesapja erős puritán hajlamokkal rendelkező londoni anglikán pap volt, aki többször is összecsapott feletteseivel, mert úgy gondolta, a klérusnak tanultnak kell lennie. Az egyház nem nézte jó szemmel Marbury ténykedését, ezért cenzúrázták és pár évvel Anne születése előtt be is börtönözték. 1578-ban nyilvános perbe fogták, erről házi őrizete során emlékezetből leírást készített. Később ezt az írást gyermekei oktatására és szórakozására használta: ő volt a hős, míg a londoni püspököt pojácaként ábrázolta. Eretnekség vádjával két évet a Temze déli partján, a Marshalsea-börtönben töltött. 1580-ban, 25 évesen szabadult: ekkorra már úgy gondolták, eléggé megújult ahhoz, hogy az elvárásoknak megfelelően fog prédikálni és tanítani. Londonból a mintegy 230 kilométerre fekvő Alford vásárvárosba költözött.
Anne édesapját hamarosan a helyi Szent Vilfréd-templom helyettes plébánosa lett, 1585-ben az I. Erzsébet angol királynő által létrehozott alfordi népiskola igazgatójává nevezték ki. Ekkoriban vette el első feleségét, Elizabeth Moore-t, aki három gyermeknek adott életet, mielőtt elhunyt. Egy éven belül ismét házas volt: a nála 10 évvel fiatalabb, előkelő northamptoni családból származó Bridget Drydent vette feleségül. Bridget testvére, Erasmus Dryden unokája John Dryden, a későbbi híres drámaíró és koszorús költő volt. 15 közös gyermekük közül Anne volt a harmadik, 12-en élték túl a gyermekkort. Anne életének első 15 évében Alfordban éltek, ahol a legtöbb lánynál jobb oktatást kapott édesapjának köszönhetően, megismerkedett a Szentírással és a keresztény tantételekkel is. Az oktatás ekkoriban a fiúk, férfiak kiváltsága volt, Marbury valószínűleg azért tanította lányait, mert első hét gyermekéből 6 lány volt. Más elképzelések szerint az Erzsébet-korabeli Anglia uralkodó osztálya felismerte, hogy a lányok sem tehetségtelenek: a példa előttük a hat idegen nyelven beszélő királynő volt.
A család 1605-ben költözött Alfordból London szívébe, ahol édesapja a vintry Szent Márton-templom plébánosa lett. Itt, bár morgolódva, de megtűrték puritán nézeteit, elsősorban a paphiány miatt. Marbury 1608-ban a várostól északnyugatra fekvő Szent Pankrász-templomban is prédikációkat vállalt: hetente kétszer lovagolt el oda. 1610-ben e pozíciójától megszabadult, és a New Fish Street-i Szent Margit-templomban kezdett prédikálni: ez pár perc sétára feküdt csak a Szent Márton-templomtól. Felfelé ívelő pályafutásának 1611. februári halála vetett véget, Anne ekkor 19 éves volt.

### John Cotton útján
Az édesapja halálát követő évben a 21 éves Anne Marbury feleségül ment a családi ismerős William Hutchinsonhoz, aki Alfordban volt szövetkereskedő, majd Londonban vállalt munkát. A pár a woolnoth-i Szent Mária-templomban házasodott össze 1612. augusztus 9-én, nem sokra rá visszaköltöztek Alfordba.
Hamarosan eljutottak hozzájuk a hírek John Cottonról, aki az Alforddtól nagyjából 34 kilométerre található Boston kikötővárosban, a Szent Botolph-templomban prédikált. Cotton abban az évben került Bostonba, mikor Hutchinsonék összeházasodtak, előtte a cambridge-i Emmanuel College tanára volt. Habár csak 27 éves volt, már hírnevet szerzett a puritánok egyik vezetőjeként. A házaspár, hogyha az időjárás és egyéb körülmények lehetővé tették, egyre gyakrabban lóra pattant, hogy Bostonban hallgathassák Cotton prédikációit. Cotton spirituális üzenete különbözött a többi puritánétól, szerinte Isten üdvösségének eléréséért a viselkedés helyett a vallási megtérés pillanatára kell figyelni, „melyben a halandó ember átadja magát az isteni kegyelemnek”. Anne nagyon vonzódott Cotton „abszolút kegyelem-pillanat” teológiájához, ami megkérdőjelezte a „művek” értékét, ami szerint a Szentlélek „választott szentekben lakik”. Ez lehetővé tette neki, hogy „a Mindenható transzcendens hatalmának misztikus résztvevője” legyen; ez a teológia azon nőket is érvényesülni hagyta, akik státuszát Eve LaPlante szerint egyébként férjeik vagy apjaik határozták meg.

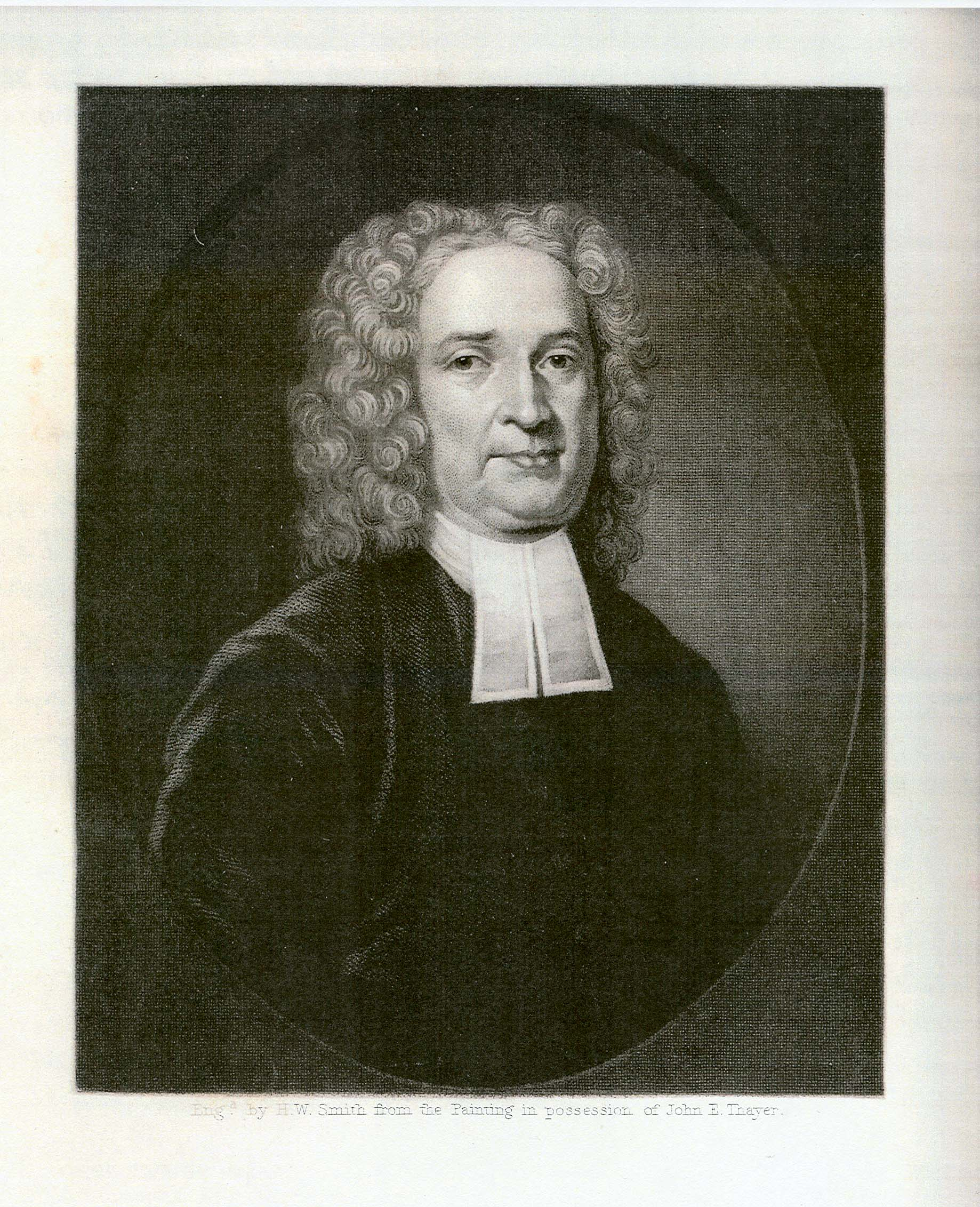
John Cotton atya volt Hutchinson mentora, a nő miatta vándorolt ki Új-Angliába

Hutchinsonra más is erős benyomást tett: a közeli Bilsby városában prédikált sógora, John Wheelwright, a fiatal lelkész Cottonéhez hasonló üzenetet közvetített. A hozzájuk hasonló reformerek híveik vallási újjászületését hozták, de néhány keményvonalas puritánnak nem volt ínyére. Ez a konventiklák felemelkedéséhez vezetett, ezekben a gyülekezetekben a „kegyelmet találtak” meghallgatták a prédikációk ismétlését, átbeszélték, vitatkoztak a Szentírásról, imádkoztak. Ezen összejövetelek különösen fontosak voltak a nők számára, akik itt kézbe vehették az irányítást, amihez nem juthattak az elsősorban férfiközpontú egyházi hierarchiában. Hutchinsont olyan szinten inspirálták Cotton, illetve a konventiklákat tartó nők, hogy ő is elkezdett otthonában találkozókat tartani, saját magyarázatát mellékelte a prédikációkhoz.
A puritánok túl gondoltak lépni az anglikán külsőségeken, a gyülekezetek konszenzusával irányították volna egyházaikat. Az uralkodók által kinevezett püspököktől megszabadultak volna, helyettük maguk választottak volna egyházi véneket, egy laikus vezetőt és két lelkészt – egyikük a tanításokért, másikuk a hívek lelkéért felelt volna. 1633-ban Cotton ténykedése felkeltette William Laud érsek figyelmét. aki ekkoriban éppen az anglikán államvallás gyakorlataival ellentétes tevékenységek letörésén munkálkodott. Ugyanezen évben Cottont eltávolították a lelkészségből, bujkálni kényszerült. A börtöntől fenyegetett pap hamarosan hajóra szállt terhes feleségével Új-Anglia felé, a Griffin fedélzetén született meg gyermekük, akinek a Seaborn (tengeren született) nevet adták.
Cotton távozását Angliából Anne Hutchinson „számára nagy bajként” írta le, „addig nem nyugodhat”, míg nem követi a lelkészt a gyarmatokra. A hölgy úgy hitte, a Szentlélek szólította fel, hogy kövesse Cottont Amerikába, „lenyűgözte az isteni gondviselés bizonyítéka”. Ekkor 14. terhességében járt, így az indulással megvárta a gyermek születését. Annak érdekében, hogy hamar Új-Angliába utazhassanak, megengedték legidősebb fiuknak, Edwardnak, hogy Cottonnel mehessen még a család többi tagja előtt. 1634-ben a 43 éves Anne is elindulhatott 48 éves férjével és 10, 8 hónapos és 19 éves közötti gyermekükkel a Griffin fedélzetén: egy évvel korábban ugyanezen a hajón indult Cotton, illetve legidősebb fiuk is.

## Boston
William Hutchinson igen sikeres kereskedő volt, így jelentős vagyont vittek magukkal Új-Angliába, 1634 nyarán érkeztek Bostonba, a Shawmut-félszigeten (ma Boston belvárosa) vásároltak egy fél hektáros telket. Itt építették meg házukat, amely favázával és két szintjével a félsziget egyik legnagyobbja volt. (A ház 1711 októberében a nagy bostoni tűzvész martalékává vált, ezután az Old Corner Bookstore-t építették ide.) Hamarosan a kikötő közeli Taylor-szigetet is megszerezték, ahol juhokat legeltettek; illetve a Bostontól délre fekvő Wollaston-hegyen 600 hektárhoz jutottak 10 mérföld (16 km) (ma itt található Quincy). Letelepedésük után William tovább folytatta a ruhák kereskedelmét, földvásárlásait és ingatlanbefektetéseit. Bekerült a választott emberek tanácsába, törvényszéki helyettes is lett. Anne könnyedén illeszkedett be új környezetébe: szívesen segített azoknak, akiknek szüksége volt erre. Elsősorban bábaként ténykedett, a szülő asszonyokat lelki tanácsaival segítette. John Winthrop kormányzó megjegyezte róla, hogy „általában Isten királyságáról beszélt”, „társalgásai az igazság és kedvesség medrében folytak”.

### Bostoni templom
A házaspár a gyarmat legfontosabb temploma, a bostoni Első templom látogatója lett. Boston fekvésétől fogva Új-Anglia kereskedelmi központja volt, Winthrop úgy írta le templomát, hogy „a legközönségesebb, tengerészek és minden idegen jön-megy”. Cotton első négy hónapja után a gyülekezeti létszám 80-ról 120-ra emelkedett. Újságában Winthrop kijelentette, „többeket térítettünk, vonzottunk a templomba, mint a part többi templomában összesen”. Michael Winship történész 2005-ben kifejtette, hogy a templom a keresztény közösség puritán eszméjét valósította meg. A korai massachusettsi történész, William Hubbard úgy találta, a gyülekezet „olyan virágzó állapotban van, mint semelyik másik.” Szerinte a sors kivételes húzása, hogy a gyarmat legfontosabb templomába a gyarmat legszokatlanabb lelkészét, John Cottont hozra. Hutchinson és a fiatal kormányzó, Henry Vane szélsőséges vallási nézetei nem terjedtek el széles körben, Cotton nagyobb hatású volt.

### Otthoni Biblia-tanulmányozó csoport
Hutchinson látogatásai, beszélgetései a szülő nőknél hamar ismertté váltak. Hamarosan heti találkozókat kezdett tartani otthonában nőknek. Hamarosan férfiaknak is kellett ilyeneket rendeznie, így hetente több, mint 60 embert fogadott. Az asszonyok férjeiket is magukkal hozták, „hogy komolyabban érdeklődjenek az Úr Jézus Krisztus iránt.”
A találkozók folytatódásával Hutchinson egyre inkább saját vallási nézeteit kezdte kifejteni, hangsúlyozta, hogy csak „a lélek intuíciója” vezethet isteni kiválasztáshoz, nem pedig a jócselekedetek. Teológiai nézetei eltértek a gyarmat lelkészei legalistább véleményétől, találkozóin egyre többen jelentek meg, köztük Vane kormányzó. Azon elképzelései, melyek szerint az ember külső viselkedése nem feltétlenül kötődik a lélek állapotához, vonzóvá vált azok számára, akik jobban kapcsolódtak szakmájukhoz, mint vallásukhoz, például kereskedőknek és kézműveseknek. A gyarmat lelkészei hamarosan nagyobb figyelmet fordítottak e találkozókra: szerintük ezek a „jogosulatlan” vallási összejövetelek megzavarhatják az egyszeri hívőt. Hutchinson erre egy Pál levele Titushoz-verssel válaszolt: „Hasonlóképen a vén asszonyok [...] megokosítsák az ifjú asszonyokat.”

### Antonomianizmus-viták

#### A feszültségek kezdete
Hutchinson összejöveteleit a gyarmat egyes lelkészei unortodoxnak tekintették, hamarosan nyilvános viták kezdődtek. Az ebből terebélyesedő vallási vitát antinómiai vitának, újabban Szabad Kegyelmi Vitáknak nevezik.

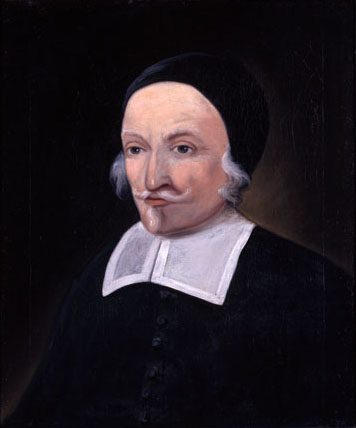
John Wheelwright tiszteletes Hutchinson szövetségese volt a viták alatt, mindkettejüket száműzték

Zachariah Symmes tiszteletes Hutchinsonékkal egy hajón érkezett az Újvilágba. 1634 szeptemberében más lelkészeknek megvallotta, már a hajón hallott prédikációk után feltett kérdései nyomán megkérdőjelezte az asszony ortodoxiáját. E probléma egy héttel késleltette Anne csatlakozását a gyülekezethez, végül egy lelkipásztori vizsgálat megállapította: kellően ortodox ahhoz, hogy csatlakozhasson.
1635-ben megváltozott a helyzet: John Wilson lelkész ekkor tért vissza hosszú angliai utazásáról, melyen azért vett részt, hogy rendezze ügyeit. Hutchinson hamar rájött, hogy kettejük tanításai között igen nagy különbség van. Wilson a hangsúlyt az erkölcsre helyezte, a „szenteléssel való igazolásról” szóló tanítása elfogadhatatlan volt Anne számára. Követőinek azt mondta, Wilsonról hiányzik „a Szentlélek pecsétje.” Wilson teológiai nézetei, a preparacionizmussal szemben az „isteni akarat elkerülhetetlenségét” hirdető Cottont leszámítva, megegyeztek a gyarmat többi lelkészével. Hutchinson és szövetségesei Cotton nézeteit fogadták el; megzavarták Wilson prédikációit, leléptek, ha a lelkész szólásra vagy imára emelkedett.
Thomas Shepard, newtowni (a mai Cambridge) lelkésze 1636 tavaszán levelezni kezdett Cottonnel. Kritizálta prédikációit és egyes követői unortodox véleményeit. Shepard még tovább ment: newtowni prédikációiban a bostoni véleményeket kezdte kibeszélni. 1636 májusában a bostoniak új szövetségest kaptak: John Wheelwright tiszteletes ekkor tért vissza Angliából, rögtön el is kötelezte magát Cotton, Hutchinson és társaik mellett. Wheelwright még Lincolnshire-ben volt Hutchinsonék közeli szomszédja; felesége William Hutchinson húga volt. A szabad kegyelem szószólói mellett állt ki Henry Vane is: a fiatal, helyenként Hutchinsonénál is radikálisabb elképzeléseket valló arisztokratát ugyanezen hónapban választották a gyarmat kormányzójává.
Hutchinson és társai továbbra is megkérdőjelezték az ortodox lelkészek tanításait. Wheelwright a Boston-közeli Wollaston-hegyen kezdett prédikálni, itt Shepard kritikáira válaszolt az ő műveik kritikájával. Ez a „pulpitus-agresszió” egész nyáron folyt, Wilson tiszteletest sem tisztelték, aki egy darabig tűrte ezt, mielőtt úgy döntött, beleáll a konfliktusba. Valószínűleg ő értesítette a gyülekezetébe járó John Winthropot, aki 1636. október 21-én először tárta az ügyet a nyilvánosság elé. Lapjában így írt erről: „Egy Hutchinson asszony, aki egy bostoni gyülekezet tagja, egy kész és merész nő két veszélyes hibát követett el: 1. A Szentlélek megjelenik a szentesített személyekben. 2. A szentségek nem szolgálhatnak igazunk bizonyítékaként.” A két pontot aztán továbbgondolta, ezzel a cikkel kezdődött az antonomianizmus-vita.

#### Lelkészi találkozó
1636. október 25-én hét lelkész gyűlt össze Cotton lakásán: „magánmegbeszélést” tartottak, ahol Hutchinson és a bostoni egyház más vezetői megbeszélték kételyeiket. Megegyezés született, Cotton „megelégítette a többi lelkészt, mindannyian egyetértettek a megszentelődés kérdésében, még Wheelwright út is, mindannyian azt tartották, hogy a megszentelődés segíti az igazolást.” Másik kérdés volt, hogy pár lelkész úgy hallotta, Hutchinson kritizálta őket azért, mert prédikációikban munkásszövetségre hívtak föl, a hölgy szerint ez ellenkezik az Újszövetséggel. Hutchinson csak akkor reagált, ha muszáj, és egyszerre csak egy-két lelkésznek. Úgy vélte, válaszának személyesnek és magabiztosnak kell lennie. Egy évre rá szavait ellene fordították a perben, mely következtében száműzték.

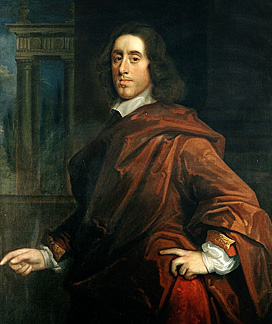
Henry Vane kormányzó Hutchinsonék támogatója volt a perben

1636 végére a konfliktus mélyült: Hutchinsonékat a puritánok antinomianizmussal és familizmussal vádolták. Az „antinomianizmus” szó szerint „törvény ellenit” jelent; teológiailag úgy magyarázható, hogy „az erkölcsi törvények nem érvényesek a keresztényekre, akik a kegyelem joga alá tartoznak.” E nézet szerint ha valaki a kegyelem törvénye alatt áll, nem érvényesek rá az erkölcsi törvények, így részt vehetnek erkölcstelen cselekedetekben. A familizmus egy 16. századi, Familia Caritatis, azaz Szeretet Családja nevű szektától származik, mely tökéletes egységet hirdet az Úrral a Szentlélek alatt, bűntől és felelősségtől szabadon. Erkölcstelen viselkedéssel és „szabad szerelemmel” vádolták őket, habár ezek ellentétesek voltak tanításaikkal. Hutchinson, Wheelwright és Vane játszottak főszerepet a mozgalomban, pedig Cotton elvei voltak azok, melyek lényegben eltértek az ortodox tanításoktól.
Télre a teológiai ellentét eléggé nagy lett ahhoz, hogy az ügy a Törvényszék elé kerüljön. 1637. január 19-én délután Wheelwright a bostoni templomban prédikált, a puritán papság szerint a prédikáció „cenzúrázható és izgató” volt. A lelkészek sértve érezték magukat, a szabad kegyelem szószólói viszont fellelkesültek, egyre hangosabbak voltak. Vane elkezdte nyilvánosan is megkérdőjelezni a gyarmat lelkészeit, Hutchinson támogatói pedig megtagadták a szolgálatot a piké háborúban, mivel Wilson volt az expedíció káplánja. A lelkészek aggódtak, hogy Hutchinsonék fellépése veszélyezteti a „puritánok szent kísérletét”. Hutchinsonék sikere Mary Dunn történész szerint radikálisan megváltoztatta volna Massachussets történetét.

#### 1637 eseményei
Márciusra a politikai hangulat a szabad kegyelem hirdetői ellen fordult. Wheelwrightot a böjti napi prédikációjáért vetették meg és zendültek ellene, kis szavazatfölénnyel el is ítélték, de nem zárták börtönbe. 1637 májusában Vane-t John Winthrop váltotta kormányzóként, ráadásul Hutchinsonék többi támogatói is elvesztették hivatalaikat. 1637 nyarára Vane visszautazott Angliába, nem is tért már vissza. Távozásával megnyílt az ortodoxok előtt a kapu, hogy leszámoljanak riválisaikkal.
Wheelwrightot 1637. november 2-án ítélték el: a gyarmat 14 napon belüli elhagyására kötelezték. Hutchinsonék más támogatóit is perbe fogták és elítélték; majd az asszony is sorra került.

#### Polgári per, 1. nap

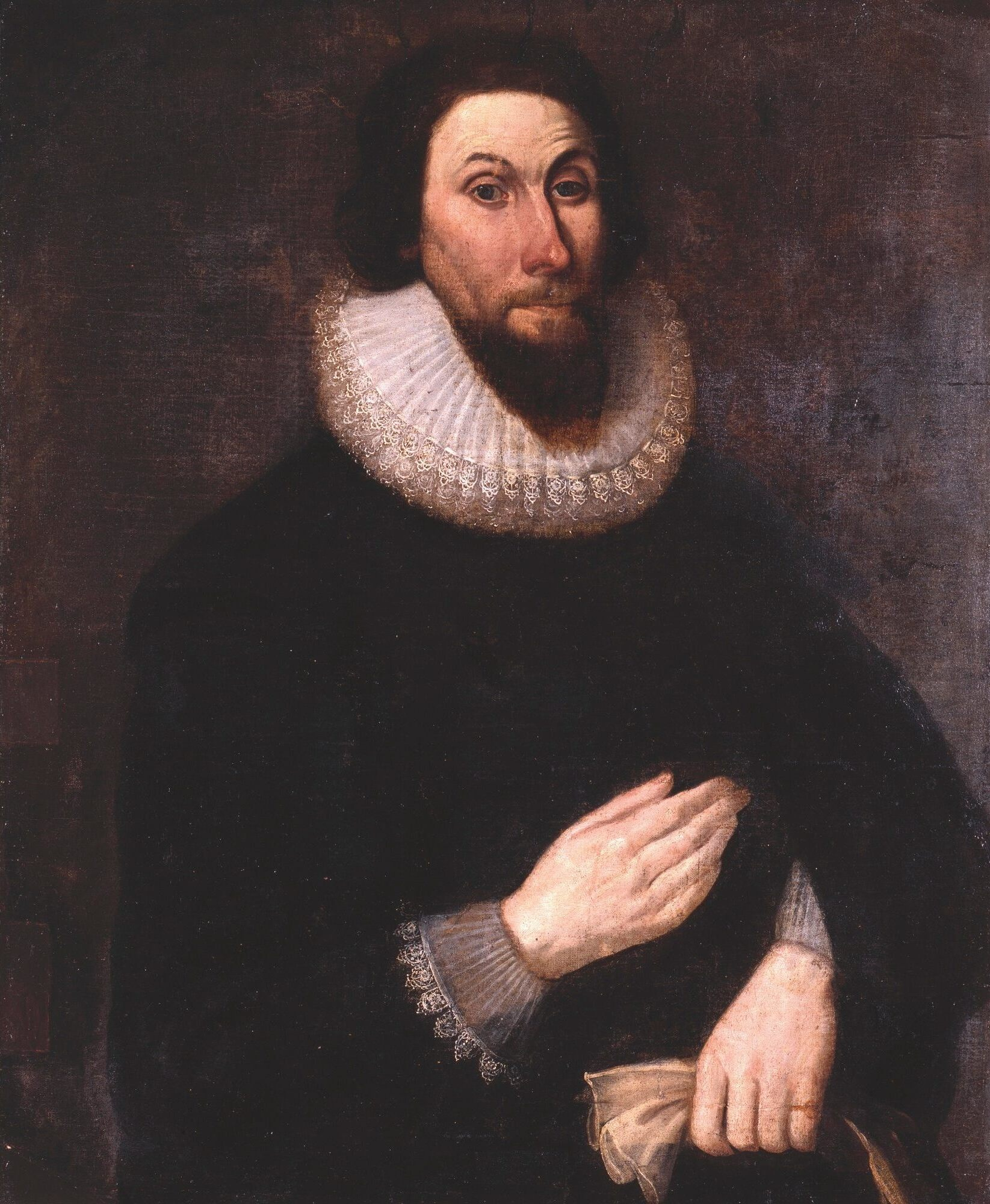
John Winthrop Hutchinson perében vádló és bíra egyaránt volt

Hutchinson pere 1637. november 7-én kezdődött, „a lelkészek rágalmazásával” és „a közbizalom és egyházi rend zavarásával” vádolták. A tárgyaláson John Winthrop elnökölt, aki azzal is vádolta az asszonyt, hogy zsinati határozat ellenére is folytatta találkozóit.
Megvádolása nehéz volt, mert nyilvánosság előtt sosem adta elő véleményét (Wheelwrighttal és másokkal ellentétben), nem is írt alá semmilyen nyilatkozatot, ezért a gyarmatot káoszba taszítók társ-összeesküvőjeként próbálták ábrázolni. Kérdés kérdést követett, Hutchinson ügyesen védekezett, Winthrop képtelen volt rajta fogást találni, társai pedig nem voltak rá hajlandóak terhelő vallomást tenni. Thomas Dudley is beszállt a perbe, de a helyettes kormányzó sem tudta megtörni az asszonyt, ezért ezt a vádpontot hagyták, és a miniszterek rágalmazására léptek tovább.
A vizsgálat hátralevő része már erről szólt.Az ügyészség arra törekedett, hogy bebizonyítsa: Hutchinson sértő megjegyzéseket tett a lelkészekre, az októberi megbeszélésen mondott szavait használták fel. Hat lelkész lejegyezte és átadta a megbeszélés szövegét, Hutchinson nem tagadta szavait. Védelmére az szolgált, hogy vonakodva és bizalmasan válaszolgatott, mert „vagy igazat, vagy hamisat” kellett mondania. A megbeszéléseken a Példabeszédek könyvéből idézett: „Az emberektől való félelem tőrt vet; de a ki bízik az Úrban, kiemeltetik. (29:25)” A bíróságot nem érdekelte, mit mondott magánbeszélgetésen, és mit nyilvánosan.
A tárgyalás első napján Winthrop megjegyezte: „Hutchinson asszony, a bíróság, amelyet itt látsz, lehetőséget ad rá, hogy beismerd tévedéseidet. Fontolja ezt meg! Az idő későre jár, holnap várunk ismét!” Az első nap jól sikerült a vezetők ellen egymaga küzdő Hutchinsonnak. Eve LaPlante, Hutchinson életrajzírója így írt: „Sikere a bíróság előtt lenyűgözhette a bírákat, ez őt nem érte váratlanul. Biztos volt magában és értelmében, főként az Istennel érzett intimitásának köszönhetően.”

#### Polgári per, 2. nap
A második nap reggelén úgy tűnt, hogy a hölgy előző este jogi tanácsadást kaphatott, mert több mindent is mondott. Továbbra is kritizálta a lelkészeket, hogy megsértik titoktartási fogadalmukat. Szerinte megtévesztették a bíróságot azzal, hogy nem fedték fel, mennyire vonakodva mondta el gondolatait. Ragaszkodott hozzá, hogy a lelkészek eskü alatt tanúzzanak – ők még vonakodtak. Egyikük, Simon Bradstreet szerint „a lelkészeket bűnbe taszítaná, ha eskü alatt tévednének.” Erre Hutchinson így reagált: „Még azt is megérdemelném.” A lelkészek végül beleegyeztek, de azzal a feltétellel, ha a védelem tanúi beszélnek elsőként.
A védelem oldalán hárman tanúskodtak: John Coggeshall diakónus, Thomas Leverett lelkészi vezető és John Cotton lelkész. Az első két tanú kis hatást gyakorolt csak a bíróságra, de Cotton komoly figyelmet keltett. Ő ugyan nem emlékezett pontosan az októberi megbeszélésre, de próbálta finomítani a Hutchinson elleni vádpontokat. Hangsúlyozta, hogy a lelkészek a találkozó után egyáltalán nem emeltek kifogást. Dudley felidézte, hogy a hölgy azt mondta a lelkészeknek, hogy nem újszövetségiek, Cotton ezt kétségbe vonta.

## A magyarországi egyházi irodalomban
Miskolczi Csulyak Gáspár Angliai Independentismus : avagy Az Ecclésiai fenyitékben, és a külsö Isteni tiszteletre tartozó jó rendtártasokban, minden Reformata Ecclesiaktól különözö fejetlen lábság című puritánellenes értekezésében többször is megemlékezik Anne Hutchinsronról ("igen tudós, de mindnféle eretnekségekkel tellyes Hutchinsonia nevű Asszonyi állat, ki az Independensek között merö Profetissa gyanánt tartatott"). Holland forrásaiból átvette azt a korabeli híresztelést is, hogy az asszony Isten büntetéseként harminc szörnyszülöttet hozott a világra.

## Fordítás
- Ez a szócikk részben vagy egészben  az   Anne Hutchinson című angol Wikipédia-szócikk fordításán alapul.  Az eredeti cikk szerkesztőit annak laptörténete sorolja fel. Ez a jelzés csupán a megfogalmazás eredetét és a szerzői jogokat jelzi, nem szolgál a cikkben szereplő információk forrásmegjelöléseként.